# Akanreligion
Akanreligion är den inhemska religionen inom Akankulturen i Ghana och Elfenbenskusten i Västafrika. Historiskt utgjorde det religionen i Ashantiriket.  
Akanreligion utgör en beståndsdel i haitivoodoo och andra afroamerikanska religioner som skapades genom synkretism av offer för den transatlantiska slavhandeln. 
Akanfolket är indelat i många underkategorier, som Fanti, Ashanti, Akuapem, Wassa, Abron, Anyi, och Baule, så akanreligionen har flera lokala variationer. 
Liksom många traditionella västafrikanska religioner generellt utgår akanreligionen från principen om en passiv höggud utan intresse för människor, och ett panteon av mindre gudar som engagerar sig i människornas liv.